# Variatieprincipe van Ekeland
In de theorie van de metrische ruimten is het variatieprincipe van Ekeland een stelling die 
garandeert dat er sub-optimale oplossingen bestaan voor sommige optmaliseringsproblemen. Het principe kent veel toepassingen binnen de functionaalanalyse. De grote kracht ervan is dat er uiterst weinig verondersteld wordt. Waar in de meeste stellingen bijvoorbeeld continuïteit van functies wordt geëist, wordt hier volstaan met half-continuïteit van beneden. 

## Stelling
Zij {\displaystyle (M,d)} een  volledige, metrische ruimte en  {\displaystyle F:M\to \mathbb {R} \cup \{+\infty \}} een niet constante functie, die naar beneden  begrensd is en half-continu van beneden.
Bij elke {\displaystyle \varepsilon >0} en {\displaystyle u\in M} met
{\displaystyle F(u)\leq \inf _{M}F+\varepsilon },
is er een punt {\displaystyle v\in M} waarvoor geldt 
- {\displaystyle F(v)\leq F(u)}
- {\displaystyle d(u,v)\leq 1}
- voor alle {\displaystyle w\in M,w\neq v} is {\displaystyle F(w)>F(v)-\varepsilon \,d(v,w)}

## Opmerkingen
Brézis en Browder hebben aangetoond dat het variatieprincipe van Ekeland gezien kan worden als een ordeningsvraagstuk, waarbij als ordening de relatie {\displaystyle x\leq y} in {\displaystyle M} staat voor {\displaystyle F(y)-F(x)\leq -\epsilon d(x,y)}.
De dekpuntstelling van Caristi is een toepassing van het principe.